# Áreas protegidas de Suazilandia

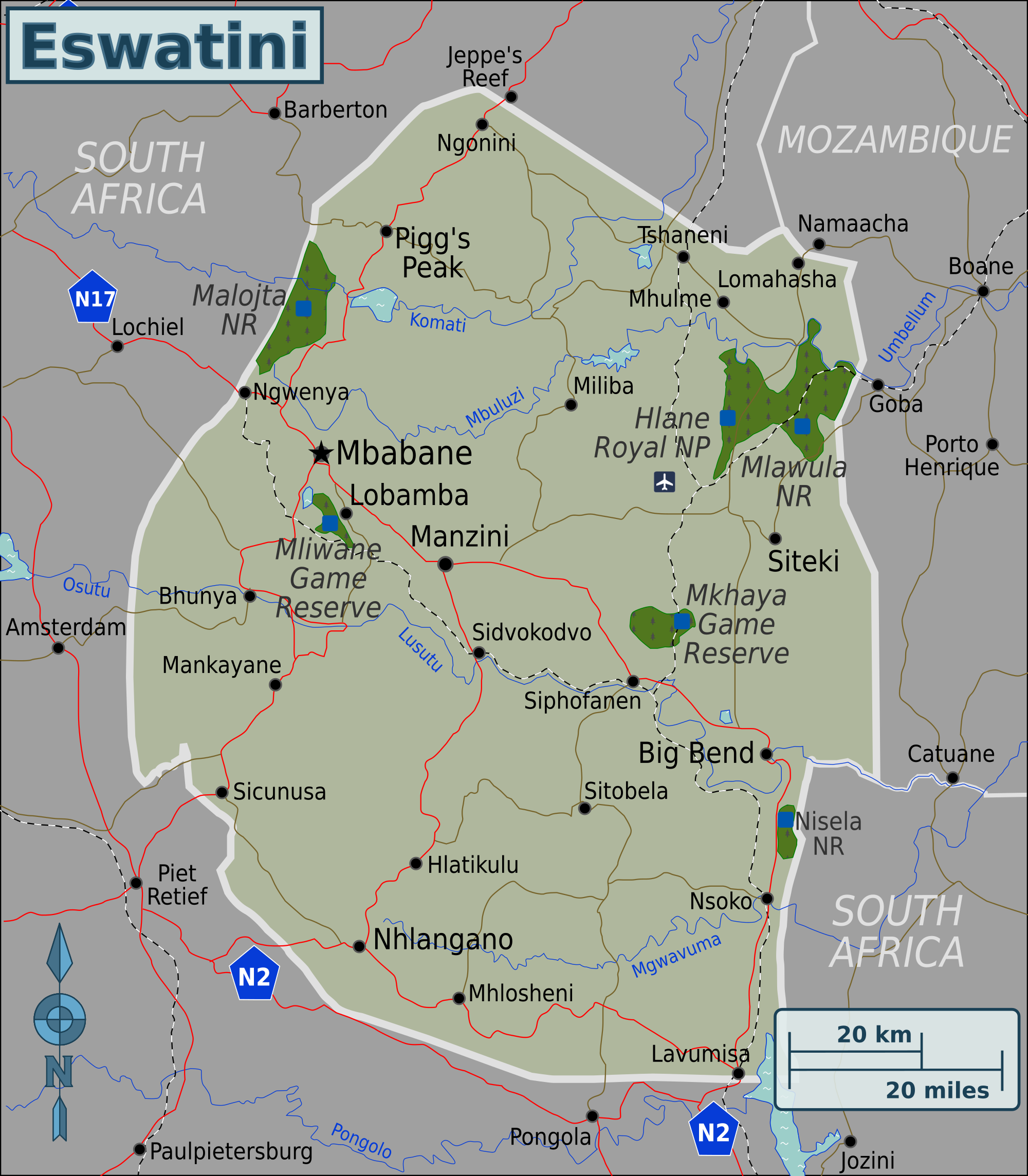
Suazilandia (Eswatini) con algunas de las áreas protegidas en 2010

Según la IUCN, en 2024 había 15 áreas protegidas en el reino de Eswatini o Suazilandia, con una extensión de 735 km2, el 4,23 % del territorio de 17.370 km2. Incluyen 1 parque nacional y 10 reservas naturales, además de 3 sitios Ramsar y 1 reserva de la biosfera de la Unesco. Asimismo, en Suazilandia hay 2 sitios IBA, de importancia para las aves, y 11 áreas clave de biodiversidad.

## Parques nacionales
- Real parque nacional de Hlane, 217 km2. Al nordeste del país. Forma parte de las cinco grandes reservas del distrito de Lubombo, al este de Suazilandia. Las dos mayores y vecinas con la de Hlane y la de Mlawula, al este de la anterior y fronteriza con Mozambique. La primera está dominada por un paisaje de estepa arbustiva, más verde hacia el oeste, con árboles de Acacia, Sclerocarya, Combretum y Dichrostachys. Los árboles permanecen verdes todo el año, pero la hierba es estacional, dependiente de las lluvias de primavera. En las riberas hay Schotia, Ficus y Acacia. En las quebradas de Lubombo hay bosque denso, y en las mesetas sabana abierta. Entre las rapaces y carroñeras se encuentran el buitre orejudo,  el buitre cabeciblanco, el buitre del Cabo, el buitre dorsiblanco africano, el águila rapaz, el  águila marcial y el águila volatinera.[2]

## Reservas naturales

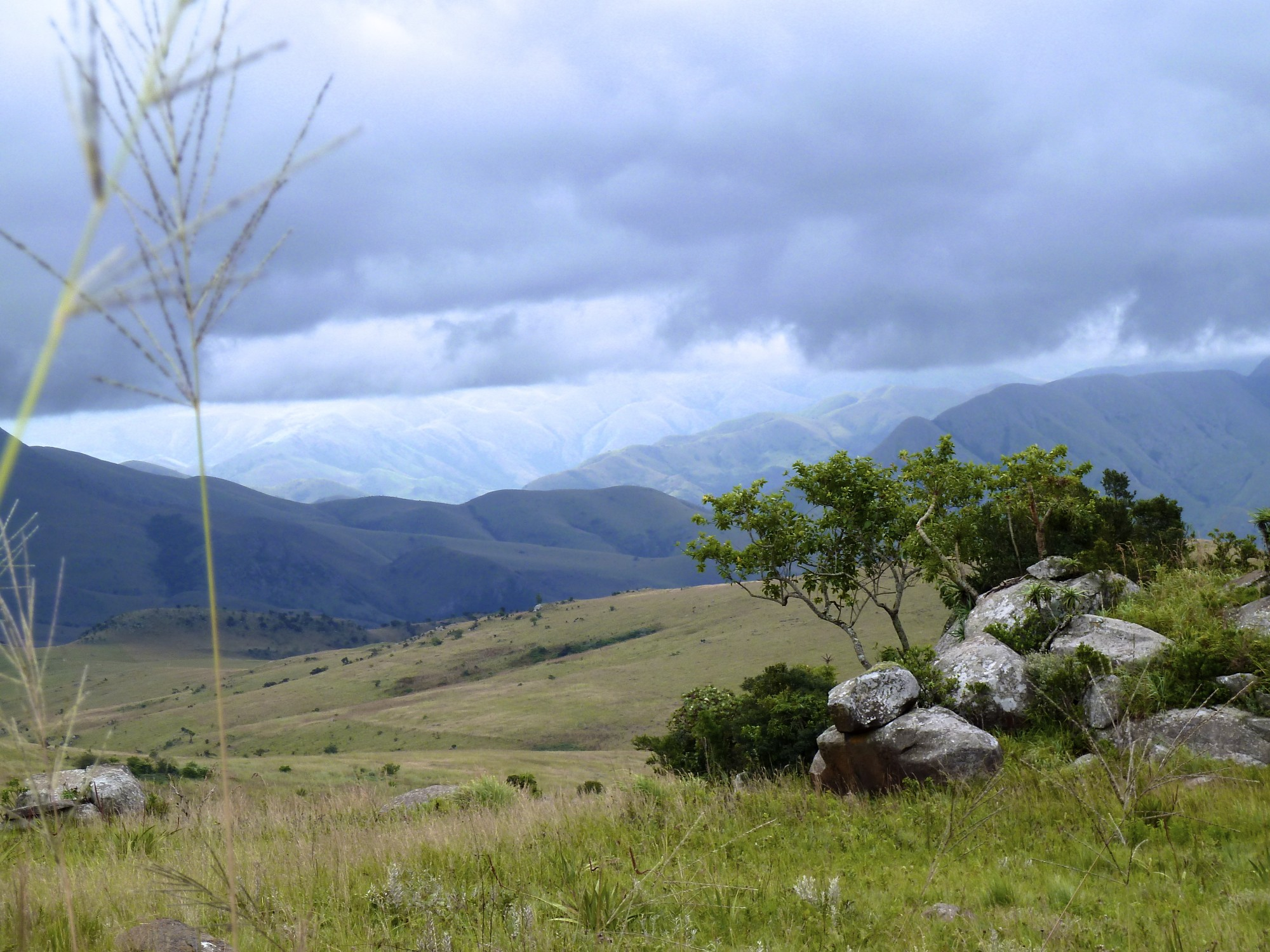
Vista de la reserva de Malolotja

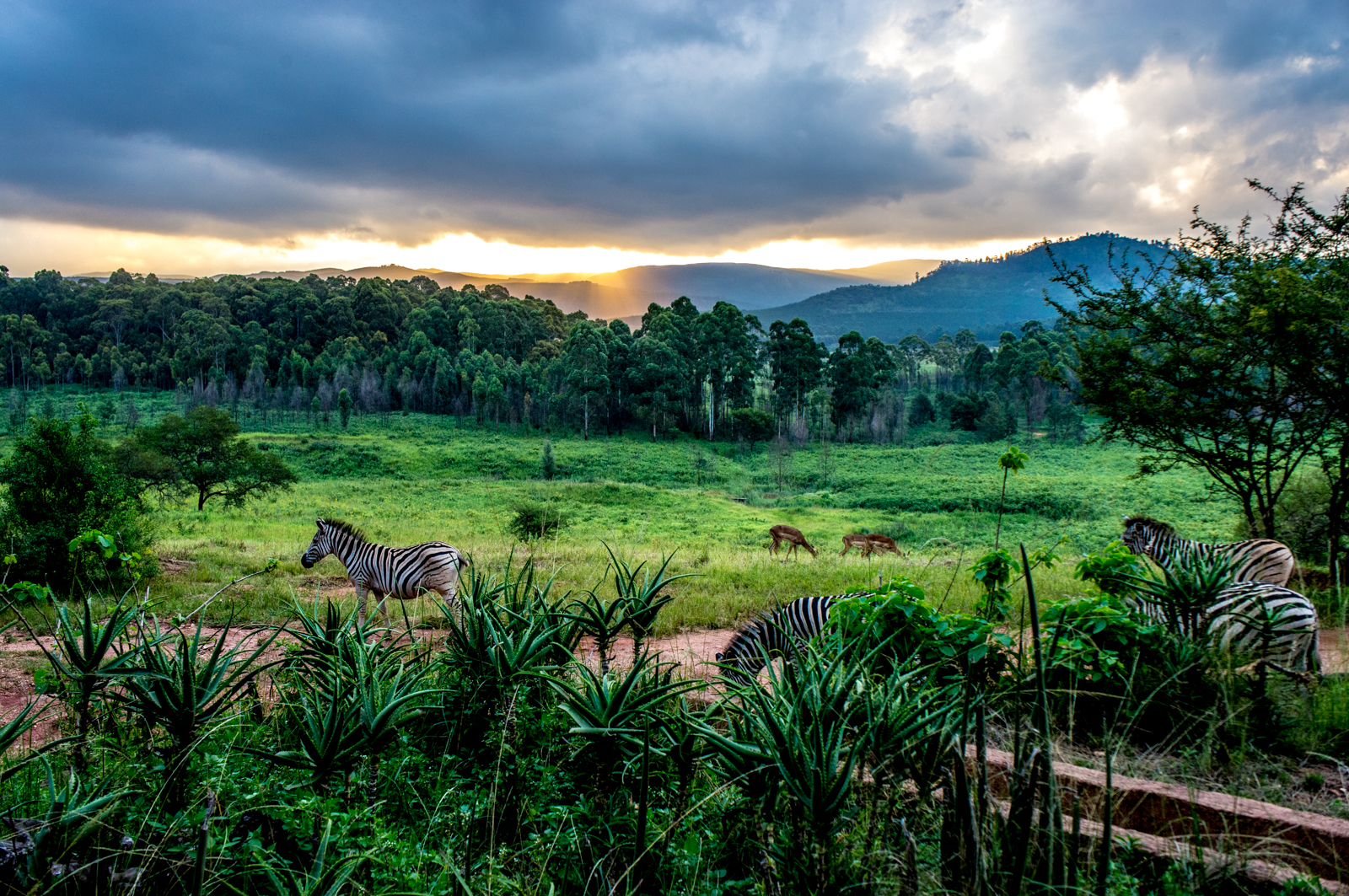
Cebras en la reserva de Mlilwane

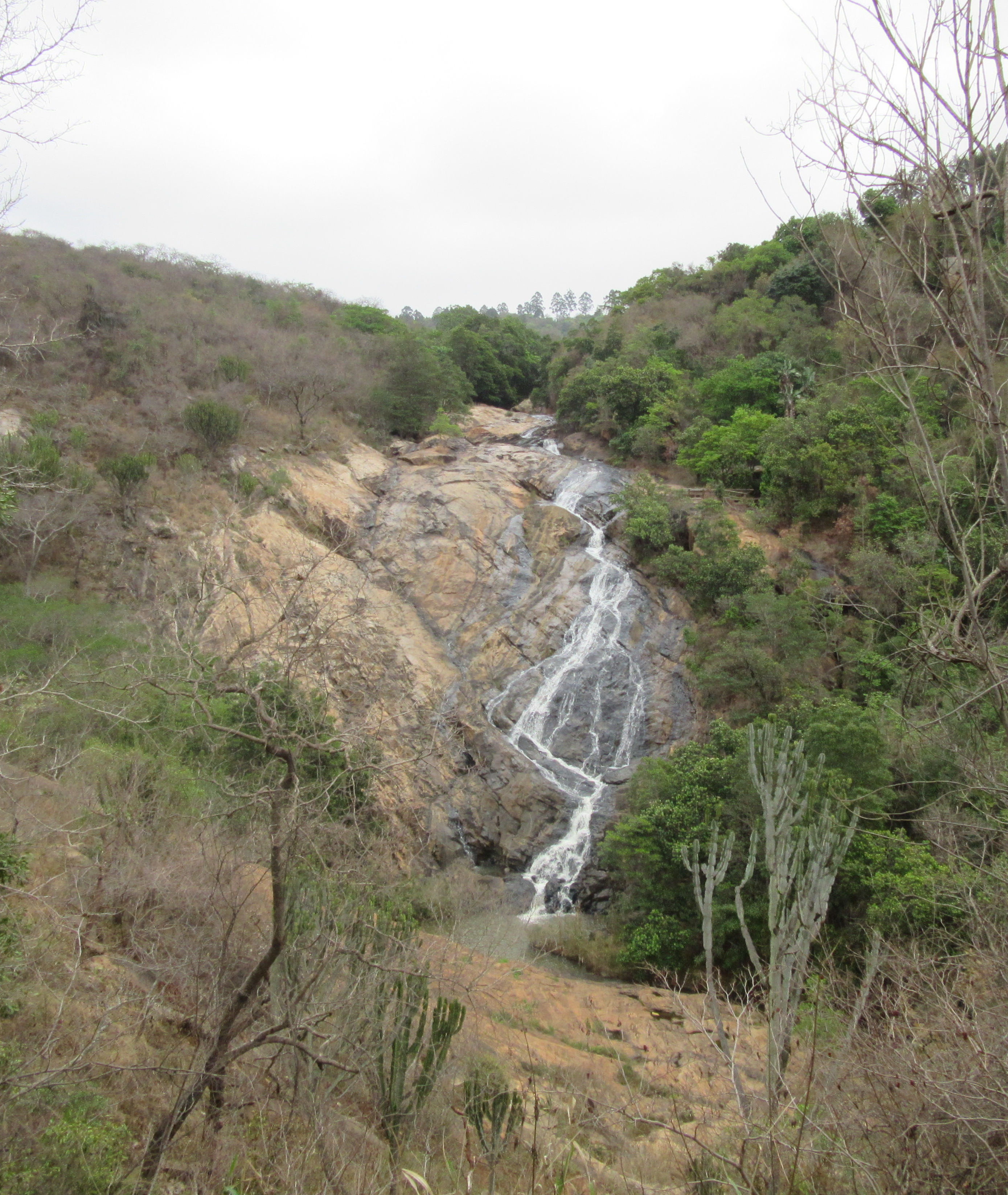
Cascadas de Phophonyane

- Reserva natural de Malalotja, 162 km2. En la frontera noroeste, con Sudáfrica, a veces de habla de parque nacional, incluye el monte Ngwenya, la segunda montaña del país, con 1829 m, y las cascadas de Malolotja, de 89 m de altura, las mayores de Suazilandia. Hay herbazales, matorrales, sabana arbolada y bosque afromontano. Con la Reserva de caza de Songimvelo, de Sudáfrica, forma el Área de conservación transfronteriza de Songimvelo-Malolotja, que a su vez forma parte del Área de conservación transfronteriza de Lubombo, que posee de 4195 km2, con 317 km2 en Suazilandia, 1095 km2 en Sudáfrica, y 2783 km2 en Mozambique. Estas áreas transfronterizas se conocen como parques de la paz, porque su desarrollo está en manos de la Peace Parks Foundation,[3] que gestiona cinco áreas transfronterizas en África del Sur. En malolotja hay cebras, antílopes de varias especies, leopardos, serbales, chacales, lobos de tierra o proteles y potamoqueros de río. También es una zona de importancia para las aves.[4]

- Reserva natural de Mlilwane, 46 km2. También santuario de la naturaleza, es el área protegida más antigua de Eswatini y cuartel general de los llamados Big Game Parks,[5] una organización turística independiente que incluye cuatro parques y reservas, Hlane, Mlilwane, Mkhaya y KaMsholo. Este último es una reserva de 700 ha en la frontera de Laviumisa dominada por las acacias de copa plana, con jirafas, reduncas, cobos de agua y avestruces, entre otros.[6] Mlilwane significa 'fuego pequeño' en siswati, por las hogueras que se encendían en las colinas cuando se produjo el movimiento de liberación de Suazilandia. Destaca, al sur de la planicie, el monte Nyonyane, con su cima de granito.[7]

- Reserva natural de Mlawula, 161,5 km2. Al nordeste de Suazilandia, en el veld de praderas abiertas y las montañas Lubombo. Forma parte de un conjunto llamado de Miawula-Mbuluzi-Simunye, que tiene frontera con Mozambique. El conjunto tiene unos 230 km2. Suelen caer unos 700 mm anuales de lluvia principalmente en primavera y verano, con unas temperaturas medias de 22 a 33 oC en verano (diciembre a marzo), y 7 a 25 oC en invierno (junio y julio). Había en 1995 unos cuatro mil impalas, un centenar de ñúes, unas 150 cebras, unos 200 facoqueros, 400 kudus, 40 nyalas, 60 cobos de agua y una docena de rinocerontes blancos, principalmente en Mbuluzi. Simunye está al oeste de Miawula. Predomina el bajo veld de basalto del este de Suazilandia, con varias sierras de riolita asociadas a los montes Lubombo. La vegetación típica del basalto semiárido está dominada por la acacia Senegalia nigrescens, la marula y la hierba Themeda triandra, con bosques de ribera dominados por sicómoro y Acacia robusta, con una mezcla de especies de Combretum en las zonas de riolita.[8]

- Reserva natural de Emantini, 13,8 km2, en el centro del país.

- Reserva natural de Libhetse, 15,76 km2

- Reserva natural de Mantenga, 717 hectáreas. A lo largo del río Usushwana, incluye sabana arbolada y alto veld montano de praderas abiertas. Alberga el Mantenga Cultural Village,[9] con visitas a las montañas Lugogo.

- Reserva natural de Mkhaya, 100,5 km2, en el este, distrito de Lubombo, parte interior. Reserva de caza de monte bajo dominado por la acacia Senegalia nigrescens, que gusta a las jirafas. Es el único lugar de Suazilandia donde hay búfalos, antílopes sable y tsessebe común. Asimismo, hay rinocerontes, jirafas y antílopes ruanos. Hay áreas valladas para proteger a los animales en un espacio pequeño, y la caza furtiva se evita mediante patrullas constantes.[10]
- Reserva natural de Phophonyane, 140 hectáreas (en la página oficial 600 ha). También conocida como reserva natural de las cascadas de Phophonyane, un destino turístico cerca de Piggs Peak. Las cascadas afrontan un desnivel de 80 m a través de gneis desnudo a lo largo de 240 m. Las rocas son de las más antiguas del mundo, unos 3550 millones de años.[11]

- Reserva natural de Lomati, 663 hectáreas

- Reserva natural de Lubuyane, 857 hectáreas

## Sitios Ramsar

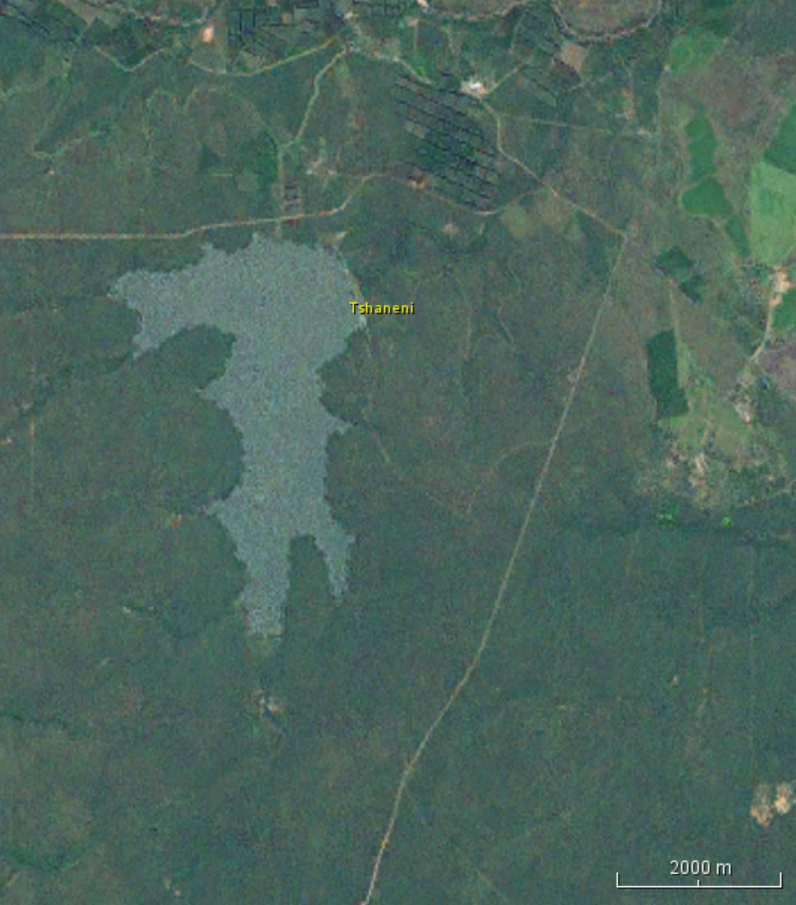
Embalse de Sand River, en Suazilandia

- Embalse de Sand River, 764 hectáreas. Embalse en el distrito de Lubombo rodeado de humedales con una población habitual de aves acuáticas y otras aves propias de la estepa del veld arbustivo, como el alimoche sombrío y el buitre dorsiblanco africano.[12]

- Embalse de Van Eck, 187 hectáreas. Embalse dentro de Mhlosinga, una reserva de caza de 18,5 km2 en la estepa arbustiva del veld, cerca de la localidad de Big Bend, en el distrito de Lubombo, al este de Suazilandia. Hay águila marcial, buitre dorsiblanco africano, pigargo vocinglero y azor tachiro, así como cocodrilo del Nilo, hipopótamo y pitón sudafricana. En la zona oeste del embalse se ha plantado caña de azúcar y el sur, antes finca ganadera, se ha incorporado a la reserva.[13]

- Embalse y reserva natural de Hawane, 232 hectáreas. La Reserva natural de Hawane se crea primero en 1978 en un área pantanosa a lo largo del río Umbeluzi, que incluye el hábitat natural de Kniphofia umbrina, una rara Kniphofia endémica conocida como Eswati poker (póquer de Eswatini). Cuando se construye en 1988 el embalse de Hawane, para proveer de agua a Mbabane, la reserva se expandió para proteger los humedales adyacentes, atractivos como área de observación de aves, entre las que se encuentran el halcón borní, el ganso del Nilo, el martín pescador pío, el sirirí de la pampa y la grulla carunculada.[14]

## Reservas de la biosfera

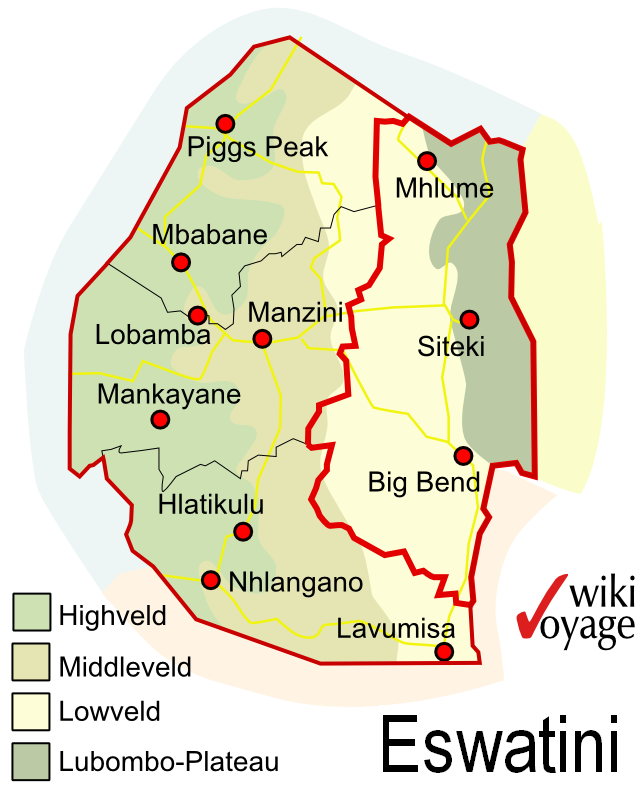
Mapa de Suazilandia (Eswatini), con la zona de Lubombo a l este y los tipos de vegetación.

Reserva de la biosfera de Lubombo, en la cordillera de Lubombo, 2940 km2. Ocupa todo el este del país, en el distrito de Lubombo, de norte a sur en la frontera con Mozambique. Abarca tres biomas, la sabana de acacias y arbustos (lowveld), la meseta de Lubombo y las zonas de ribera. Hay varias especies endémicas como Androstachys johnsonii, Encephalartos lebomboensis y la recién descubierta Barleria Lubombensis. En los barrancos hay bosques nativo como el bosque de Jilobi, de gran biodiversidad. La fauna combina tres ecosistemas, entre el norte de Kwa-Zulu Natal, el sur de Mozambique, y el sudeste de Zimbabue, con especies como el suni zuluensis, especies amenazadas como el leopardo y otras. El conjunto se puede dividir en dos regiones: la meseta de Lubombo y el lowveld o estepa de acacias de Lubombo. En este zona baja se ha introducido la caña de azúcar, aunque se han conservado bosques de ribera.

## Áreas transfronterizas
- Área de conservación transfronteriza de Lubombo, que comprende, dentro de Suazilandia, el Parque nacional de Hlane, la Reserva de caza de Mbuluzi, la Reserva natural de Miawula, la Reserva natural comunitaria de Shewula y el Rancho Nkhalashane Siza.
- Área de conservación transfronteriza de Nsubane Pongola. Propuesta con Sudáfrica, que incluiría dentro de Suazilandia, las granjas de Mkhulameni (gubernamental), G Scheeper, W Bennett, F Vermaak y Mr. Zikalala, el área comunitaria de Nsubane, los ranchos Tibiyo y las fincas Richmond. En Sudáfrica destaca la Reserva natural de Phongolo, un proyecto cooperativo de conservación de 105 km2, además de varias reservas de caza.
- Área de conservación transfronteriza de Songimvelo-Malolotja, en la frontera entre Barberton, en Sudáfrica, y Piggs Peak, en Suazilandia, de unos 700 km2, la mayor parte de la Reserva de caza de Songimvelo, que tiene 490 km2. En Suazilandia hay otras tres áreas protegidas denominadas Paisajes nacionales de Bulembu, Makhonjwa y Sondeza. Toda la zona pertenece al Área de conservación transfronteriza de Lubombo.
- Área de conservación transfronteriza de Usuthu-Tembe-Futi, 92,9 km2, entre Sudáfrica, Mozambique y Suazilandia. En la región de Lubombo, al sur de las montañas Lubombo, bordeadas por el río Gran Usuthu, donde disecciona las montañas Ubombo, formando la garganta de Usuthu que le da nombre.[17]